# Auburn (Washington)
Pour les articles homonymes, voir Auburn.
Auburn est une ville du comté de King, dans l'État de Washington, aux États-Unis ; une partie de la ville s'étend dans le comté de Pierce.

## Géographie
Deux rivières traversent Auburn : le White River et surtout le Green River.

## Histoire
La ville est d'abord appelée Slaughter, d'après le lieutenant William Slaughter, mort dans une escarmouche en 1856, mais les habitants du lieu trouvent le nom quelque peu embarrassant : Slaughter signifie en anglais « massacre ». En 1893, la ville est renommée Auburn, en hommage à la ville du même nom de l'État de New York, en partie parce que les deux villes avaient en commun leurs cultures de houblon.

## Lieux notables
Le White River Valley Museum est un musée consacré à l'histoire d'Auburn, depuis sa première occupation par les Indiens jusqu'aux années 1920. Les expositions évoquent notamment la tribu indienne Muckleshoot, la vie des pionniers, l'immigration en provenance d'Europe et du Japon, le développement des fermes, l'arrivée du chemin de fer, et la construction des villes voisines.